# Osama Omari
Osama Omari (in arabo سامة أومري‎?; Damasco, 10 gennaio 1992) è un calciatore siriano, attaccante del Qatar SC e della Nazionale siriana.

## Caratteristiche tecniche
È un'ala sinistra.

## Carriera

### Nazionale
Con la nazionale siriana ha preso parte alla Coppa d'Asia 2019.

## Palmarès

### Club

#### Competizioni nazionali
- Campionato siriano: 1

Al-Wahda: 2015-2016
- Supercoppa di Siria: 1

A-Wahda: 2016

## Statistiche

### Cronologia presenze e reti in nazionale
| Cronologia completa delle presenze e delle reti in nazionale ― Siria | Cronologia completa delle presenze e delle reti in nazionale ― Siria | Cronologia completa delle presenze e delle reti in nazionale ― Siria | Cronologia completa delle presenze e delle reti in nazionale ― Siria | Cronologia completa delle presenze e delle reti in nazionale ― Siria | Cronologia completa delle presenze e delle reti in nazionale ― Siria | Cronologia completa delle presenze e delle reti in nazionale ― Siria | Cronologia completa delle presenze e delle reti in nazionale ― Siria |
| Data                                                                 | Città                                                                | In casa                                                              | Risultato                                                            | Ospiti                                                               | Competizione                                                         | Reti                                                                 | Note                                                                 |
| -------------------------------------------------------------------- | -------------------------------------------------------------------- | -------------------------------------------------------------------- | -------------------------------------------------------------------- | -------------------------------------------------------------------- | -------------------------------------------------------------------- | -------------------------------------------------------------------- | -------------------------------------------------------------------- |
| 06-01-2019                                                           | Sharja                                                               | Siria                                                                | 0 – 0                                                                | Palestina                                                            | Coppa d'Asia 2019 - 1º turno                                         | -                                                                    | 41’                                                                  |
| 15-06-2021                                                           | Sharjah                                                              | Cina                                                                 | 3 – 1                                                                | Siria                                                                | Qual. Mondiali 2022                                                  | -                                                                    | 77’                                                                  |
| Totale                                                               |                                                                      | Presenze                                                             | 2                                                                    |                                                                      | Reti                                                                 | 0                                                                    |                                                                      |